# Batalla de Lippe
La batalla de Lippe entre las fuerzas de las Provincias Unidas de los Países Bajos, bajo el mando de Mauricio de Nassau, y el ejército español, bajo el mando de Cristóbal de Mondragón, tuvo lugar el 2 de septiembre de 1595 cerca del rio Lippe.

## La batalla

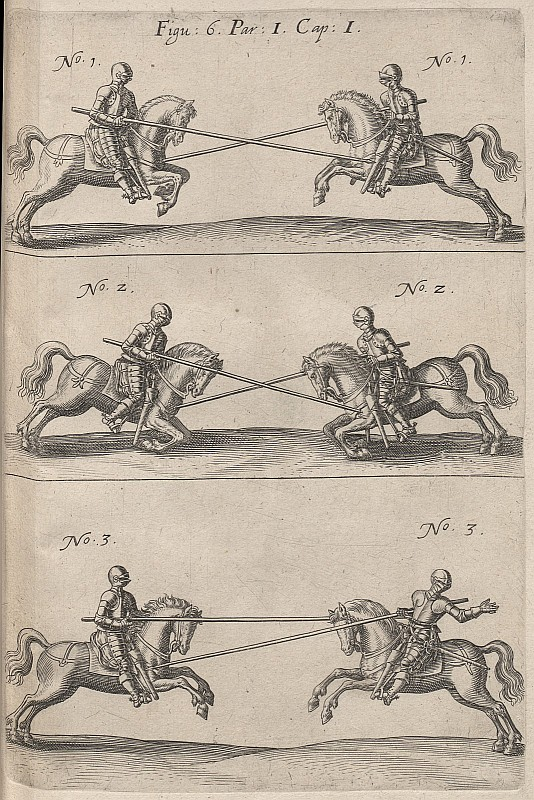
Lanceros combatiendo, de Johann Jacob von Wallhausen,1616.

El escaso ejército de Cristóbal de Mondragón se enfrenta  a las orillas del río Lippe a las mucho más numerosas tropas de Mauricio de Nassau. Después de varios meses atrincherados, Mauricio trató de tender una emboscada al ejército de Mondragón, siendo finalmente él sorprendido por el tercio del coronel (gracias a las labores de espionaje) perdiendo la vida el Conde Felipe de Nassau (primo de Mauricio) y siendo hecho prisionero el Conde Ernesto de Nassau. 
Esta derrota obligó a Mauricio a retirarse hacia las Provincias Unidas y levantar el sitio de Groenlo. 
- Datos: Q16253803